# Renault Type RY
Der Renault Type RY war eine Pkw-Modellreihe des französischen Automobilherstellers Renault aus der Zeit vor dem Zweiten Weltkrieg. Zu dieser Modellreihe gehörten:
- Renault Monasix (1927–1931)
- Renault Monastella (1928–1933)